# Andrej Skabiełka
Andrej Uładzimirawicz Skabiełka, błr. Андрэй Уладзіміравіч Скабелка, ros. Андрей Владимирович Скабелка – Andriej Władimirowicz Skabiełka (ur. 20 stycznia 1971 w Głazowie) – białoruski hokeista, reprezentant Białorusi. Trener hokejowy.
Jego syn Alaksiej (ur. 1992) także został hokeistą.

## Kariera zawodnicza
- Dynama Mińsk (1992–1993)
- Tiwali Mińsk (1993–1995)
- Torpedo Jarosław (1995–1998)
- Ak Bars Kazań (1998–1999)
- Łada Togliatti (1999–2001)
- Saławat Jułajew Ufa (2001–2004)
- Junost' Mińsk (2004)
- Sibir Nowosybirsk (2004–2005)
- Dynama Mińsk (2005–2006)

Był wielokrotnym reprezentantem Białorusi. Uczestniczył w mistrzostwach świata w 1994, 1995 (Grupa C), 1996, 1997 (Grupa B), 1998, 1999, 2000, 2001 (Grupa A), 2002, 2004 (Dywizja I), 2005, 2006 (Elita).

## Kariera trenerska
- HK Homel (2009–2013), główny trener
- Reprezentacja Białorusi (2012–2013), asystent i główny trener
- Torpedo Niżny Nowogród, (2013–2014), asystent
- Sibir Nowosybirsk (2014–2017), główny trener
- Awangard Omsk (2017), główny trener
- Barys Astana (2018–2020), główny trener
- Reprezentacja Kazachstanu (2018–2020), główny trener
- Łokomotiw Jarosław (2020–2021), główny trener
- Barys Nur-Sułtan (2022–), główny trener

Po zakończeniu kariery zawodniczej został szkoleniowcem hokejowym. Od 2009 do 2012 prowadził zespół HK Homel. Odszedł w trakcie sezonu ekstraligi białoruskiej 2012/2013. W międzyczasie od 2011 był asystentem selekcjonera kadry Białorusi (był nim Fin Kari Heikkilä) i w tej roli funkcjonował na turnieju mistrzostw świata 2012 (zespół zajął 14. miejsce – pierwsze gwarantujące utrzymanie). Po odejściu z Homla, w listopadzie 2013 został mianowany szkoleniowcem reprezentacji Białorusi, którą poprowadził na mistrzostwach świata 2013 (drużyna ponownie uplasowała się na 14. miejscu). Po turnieju odszedł ze stanowiska. 31 maja 2013 został asystentem łotewskiego trenera Pēterisa Skudry w rosyjskim klubie Torpedo Niżny Nowogród. W kwietniu 2014 został trenerem Sibiru Nowosybirsk. Od kwietnia do końca grudnia 2017 trener Awangardu Omsk. Na początku czerwca 2018 został ogłoszony głównym trenerem Barysu Astana. Jednocześnie został selekcjonerem reprezentacji Kazachstanu. W 2020 odszedł z tych funkcji i w maju tego roku związał się trzyletnim kontraktem z Łokomotiwem Jarosław (do jego sztabu trenerskiego tamże weszli pracujący u jego boku wcześniej w Kazachstanie Uładzimir Kopać i Igor Matuszkin). Pod koniec września 2021 zwolniony ze stanowiska w Łokomotiwie. Od czerwca 2022 ponownie szkoleniowiec kazachskiego Barysu.

## Sukcesy
Reprezentacyjne
- Awans do grupy B mistrzostw świata: 1995
- Awans do grupy A mistrzostw świata: 1997
- Czwarte miejsce w turnieju zimowych igrzysk olimpijskich: 2002
- Awans do Elity mistrzostw świata: 2002, 2004

Klubowe
- Złoty medal mistrzostw Białorusi (4 razy): 1993 z Dynama Mińsk, 1994, 1995 z Tiwali Mińsk
- Puchar Białorusi: 2005, 2006 z Dynama Mińsk
- Złoty medal mistrzostw Rosji: 1997 z Torpedo Jarosław
- Brązowy medal mistrzostw Rosji: 1997 z Torpedo Jarosław, 1999 z Ak Barsem Kazań

Indywidualne
- Ekstraliga białoruska (1993/1994):
  - Pierwsze miejsce w klasyfikacji kanadyjskiej: 30 punktów[19]
- Ekstraliga białoruska (1994/1995):
  - Pierwsze miejsce w klasyfikacji kanadyjskiej: 23
- Superliga rosyjska (1996/1997):
  - Złoty Kask (przyznawany sześciu zawodnikom wybranym do składu gwiazd sezonu)
- Mistrzostwa świata Grupy B w 1997:
  - Pierwsze miejsce w klasyfikacji strzelców turnieju: 7 goli
  - Pierwsze miejsce w klasyfikacji kanadyjskiej turnieju: 12 punktów
  - Skład gwiazd turnieju
  - Najlepszy napastnik turnieju
- Mistrzostwa Świata w Hokeju na Lodzie 2004 Dywizja I:
  - Pierwsze miejsce w klasyfikacji kanadyjskiej turnieju: 10 punktów

Rekordy
- Pierwsze miejsce w klasyfikacji strzelców reprezentacji Białorusi: 49 goli
- Pierwsze miejsce w klasyfikacji kanadyjskiej reprezentacji Białorusi: 114 punktów

Wyróżnienia
- Hokeista Roku na Białorusi: 1994, 1997
- Zasłużony Mistrz Sportu Republiki Białorusi: 2002[20]

Osiągnięcia szkoleniowe
- Brązowy medal mistrzostw Białorusi: 2010, 2012 z HK Homel
- Awans do MŚ Elity: 2019 z Kazachstanem